# Чагатаи
Чагатаи, так же чагатайцы (чагат. چاغاتاي‎) — названия части кочевого населения Мавераннахра в период со второй половины XIII века до второй половины XV века. 
Название связано с именем Чагатая, сына Чингисхана. К XIV веку в результате взаимодействия кочевников и оседлого населения сформировался особый историко-культурный комплекс, носителей которого стали именовать чагатайскими тюрками. К этому же времени относится сложение чагатайского языка и чагатайской литературы.

## Происхождение
В 1224 году Мавераннахр  вошёл в состав Чагатайского улуса. У тюркоязычных народов было принято называть роды и родовые подразделения по имени родоначальника (или предводителя), поэтому не только потомки, но и ближайшее окружение, сподвижники и придворные Чагатай-хана стали причислять себя к роду чагатай. В этот период (XIII—XIV вв.) термин «Чагатай» сначала означал благородных, которые были в окружении Чагатая, армию и их потомков. По мнению некоторых исследователей, обозначение это первоначально прилагалось к монгольским племенам, составлявшим войско Чагатая. Тюркские или тюркизированные кочевники в Мавераннахре и в XV веке, составлявшие привилегированное военное сословие, когда там уже давно не было династии, происходившей от Чагатая, всё ещё называли себя «чагатаями».
Кроме названия чагатай на территории Мавераннахра в источниках фиксируются различные тюрко-монгольские этнонимы: барласы, дербеты, нукусы, найманы, половцы, дулаты, кият, джалаиры, сулдус, меркиты, ясавур, каучины, канглы, тулкичи, арлаты, татары и др. Кочевые узбеки-воины были на службе у Тимура, например источники сообщают о воинах-узбеках в 1366 г. в Карши, а также среди беков (Бахт ходжа узбек), находившихся на службе у Тимура. В составе войск Тимура в индийском походе в 1399 г. были 400 домов узбеков.
После смерти Тамерлана в 1405 году политическая ситуация в стране стремительно стала меняться. Если ещё при Тимуре термин «чагатай» относился не ко всему населению страны, а только к правящему военное сословию, то в XV веку он приобрёл более широкое значение: чагатаями стали именовать всё тюркское население Мавераннахра, включая и ранее пришедшие племена (например, карлуков) без ограничения его кочевой частью. В XIV веке формировался новый этнос в результате смешивания оседлого и кочевого тюркского населения западной части улуса. К XV веку часть тюркского населения Мавереннахра и Восточного Туркестана называлось словом «чагатаи».
Позже, в период борьбы Тимуридов с Мухаммедом Шейбани, население Мавераннахра, в некоторых источниках именовалось «чагатайским народом» (чагатай эли), в противоположность золотоордынцам узбекам. 
После распада Чагатайского улуса на два отдельных государства в середине XIV в. термин «чагатай» сохранилось только за западным государством (государством Тимура) и его населением. Жители двух новообразованных государств, пишет Хайдар Дулати, «по причине взаимной неприязни называют друг друга разными уничижительными именами, а именно: чагатаи называют моголов — джете, а моголы именуют чагатаев караунасами».
В ряде работ говорится о смешанном тюрко-монгольском происхождении чагатаев. По мнению И. П. Магидовича, чагатаи — потомки чагатайских монголов, то есть тюркизированных монгольских племён.

## Чагатаи и тюрки в XV веке
Кастильский посол ко двору Тамерлана де Клавихо, пробывший в Мавераннахре лишь несколько месяцев в своих очерках упоминает слово «Чакатаи» как название населения региона
Термин «чагатай» использовался одновременно с термином тюрк, который был более распространён среди тюркоязычного населения от Андижана до Герата, нежели наименование военного сословия — «чагатай». В своих стихах тимуридский поэт Алишер Навои пишет о тюрках как о своём народе следующее:

Но наслаждались люди «Арбаин» лишь на языке фарси,
А тюрки с пользою постичь стихи те не могли.
Тогда я цель поставил пред собою: для народа моего,
Переложу стихи, не пропустив из «Арбаина» ничего

Захир-ад-Дин Бабур писал в своих мемуарах: «Жители Андижана — все тюрки; в городе и на базаре нет человека, который бы не знал по-тюркски. Говор народа сходен с литературным». 
Пёстрая этническая картина Мавераннахра и Хорасана нашла отражение в творчестве А.Навои. Алишер Навои в своих произведениях неоднократно упоминает узбеков. Например, в поэме «Стена Искандара» он пишет:

На шахские короны и пышные одежды

мне надоело смотреть,

Мне достаточно одного моего простого узбека,

у которого на голове тюбетейка, а на плечах халат.

В поэме «Стена Искандара» Алишер Навои упоминает узбеков и мангытов, а в другом произведении он писал об узбеках Хорезма.
В источниках XVIII века войско Султаната Бабуридов называлось чагатайцами.

## Чагатаи в XIX — начале ХХ
По этнографическим данным, часть населения Мавераннахра ещё в начале XX в. достаточно стойко сохраняла самоназвание «чагатай». В начале XX века отдельные группы чагатаев жили на нынешнем Кашкадарьинском и Сурхандарьинском областях Узбекистана и юге Таджикистана. Определённая группа чагатайцев жили в Навоийской, Самаркандской областях Узбекистана, а также в Северном Афганистане, Пакистане и северной Индии, где их называют моголами.